# Marc Pubill
Marc Pubill Pagès (Tarrasa, Barcelona, 20 de junio de 2003) es un futbolista español que juega como defensa en el Atlético de Madrid de la Primera División de España.

## Trayectoria
Nacido en el municipio de Terrassa, en Barcelona, se formó en las canteras del C. E. Manresa, R. C. D. Espanyol, Club Gimnàstic Manresa y Levante U. D. El 13 de diciembre de 2020, aún siendo juvenil, debutó con el filial levantinista jugando los últimos 11 minutos en la derrota por 0-1 frente al Hércules C. F. en la extinta Segunda División B. Anotó su primer gol con el equipo B el 17 de octubre de 2021 en la victoria por 3-0 contra el propio Hércules C. F. y el siguiente 3 de diciembre renovó con el club valenciano hasta 2026.
Debutó con el primer equipo del Levante el 20 de diciembre de 2021, jugando como titular en la derrota por 3-4 frente al Valencia C. F. en la Primera División.
El 9 de agosto de 2023 fue traspasado a la U. D. Almería. En dos temporadas participó en 63 partidos, en los que marcó dos goles y dio ocho asistencias, y el 23 de julio de 2025 fichó por el Atlético de Madrid por cinco años.

## Selección
En octubre de 2021 fue convocado con la selección española sub-19, siendo esta su primera experiencia internacional. El 21 de marzo de 2024 debutó con la sub-21 en un amistoso ante Eslovaquia. Pocos días después, el 26 de marzo de 2024, contra Bélgica, tuvo el debut en partido oficial de la selección española sub-21, en un encuentro clasificatorio para la Eurocopa sub-21 en el que jugó los 90 minutos. Precisamente el escenario de este partido era el estadio del que era su actual equipo, el U.D. Almería.
El 24 de julio de 2024 marcó el primer gol a la selección de Uzbekistán en el partido inaugural del grupo C en los Juegos Olímpicos de París 2024.
En esa misma competición, un choque fortuito en el partido de semifinales contra Marruecos con el árbitro uzbeco Ilgiz Tantashev significó la lesión y sustitución de este último.

## Estadísticas

### Clubes
Actualizado al último partido disputado el 1 de junio de 2025.
| Club                            | Div.          | Temporada     | Liga  | Liga  | Copas nacionales | Copas nacionales | Copas internacionales | Copas internacionales | Total | Total |
| Club                            | Div.          | Temporada     | Part. | Goles | Part.            | Goles            | Part.                 | Goles                 | Part. | Goles |
| ------------------------------- | ------------- | ------------- | ----- | ----- | ---------------- | ---------------- | --------------------- | --------------------- | ----- | ----- |
| Atlético Levante U. D. · España | 2.ª B         | 2020-21       | 1     | 0     | ―                | ―                | ―                     | ―                     | 1     | 0     |
| Atlético Levante U. D. · España | 2.ª F         | 2021-22       | 18    | 1     | —                | —                | —                     | —                     | 18    | 1     |
| Atlético Levante U. D. · España | Total club    | Total club    | 19    | 1     | 0                | 0                | 0                     | 0                     | 19    | 1     |
| Levante U. D. · España          | 1.ª           | 2021-22       | 11    | 0     | 0                | 0                | ―                     | ―                     | 11    | 0     |
| Levante U. D. · España          | 2.ª           | 2022-23       | 28    | 1     | 3                | 1                | ―                     | ―                     | 31    | 2     |
| Levante U. D. · España          | Total club    | Total club    | 39    | 1     | 3                | 1                | 0                     | 0                     | 42    | 2     |
| U. D. Almería · España          | 1.ª           | 2023-24       | 23    | 1     | 0                | 0                | ―                     | ―                     | 23    | 1     |
| U. D. Almería · España          | 2.ª           | 2024-25       | 36    | 1     | 4                | 0                | ―                     | ―                     | 40    | 1     |
| U. D. Almería · España          | Total club    | Total club    | 59    | 2     | 4                | 0                | 0                     | 0                     | 63    | 2     |
| Atlético de Madrid · España     | 1.ª           | 2025-26       | 0     | 0     | 0                | 0                | 0                     | 0                     | 0     | 0     |
| Atlético de Madrid · España     | Total club    | Total club    | 0     | 0     | 0                | 0                | 0                     | 0                     | 0     | 0     |
| Total carrera                   | Total carrera | Total carrera | 117   | 4     | 7                | 1                | 0                     | 0                     | 124   | 5     |

## Palmarés

### Torneos internacionales
| Título           | Equipo                       | Sede  | Año  |
| ---------------- | ---------------------------- | ----- | ---- |
| Juegos Olímpicos | Selección de España (sub-23) | París | 2024 |